# Sugar (groupe américain)
Pour les articles homonymes, voir Sugar.
Sugar est un groupe de rock alternatif américain, originaire de Minneapolis, dans le Minnesota. Actif entre 1992 et 1996, le groupe est composé du guitariste Bob Mould (ancien d'Hüsker Dü), du bassiste David Barbe (ancien de Mercyland) et du batteur Malcolm Travis (ancien de Human Sexual Response).

## Biographie
Après avoir quitté Hüsker Dü, l'ex-leader du groupe Bob Mould publie deux albums, Workbook et Black Sheets of Rain (en 1989 et 1990, respectivement) ; deux albums qui n'ont pas rencontré de succès commercial, ce qui conduit Mould à être déchargé de son contrat avec Virgin Records America en 1991. Peu de temps après, Mould enregistra une démo de plus de trente chansons et forma Sugar avec David Barbe et Malcolm Travis. Le groupe reçoit son nom au GA Waffle House Restaurant d'Athens, en Géorgie, lorsque Mould y remarque un sachet de sucre à la table où il s'était assis avec les deux autres membres du groupe.  Leur premier concert a eu lieu le 20 février 1992, au 40 Watt Club d'Athens, en Géorgie, après quelques semaines de répétitions à l'espace de répétitions de R.E.M. dans le centre-ville.
En 1992, le groupe publie l'album Copper Blue sur le label Rykodisc aux États-Unis et sur Creation Records au Royaume-Uni. Copper Blue a été nommé Album de l'année 1992 par le NME. Les vidéoclips des singles If I Can't Change Your Mind et Helpless sont abondamment diffusés sur MTV peu de temps après la sortie de l'album. Le single de If I Can't Change Your Mind rencontre un succès modéré et atteint lE UK Singles Chart.
Au printemps 1993, le groupe publie Beaster, un EP comprenant des morceaux enregistrés pendant les sessions de Copper Blue. L'album s'avèrera plus agressif que les morceaux de Copper Blue. Après une tentative avortée d'enregistrement d'un second album, le groupe se reforme et publie  File Under: Easy Listening en septembre 1994. L'album atteint la 7e place du UK Albums Chart.
Une compilation de faces B, Besides, suit en juillet 1995. Le groupe joue son dernier concert au Japon en 1995, Mould dissout le groupe au printemps 1996. Barbe souhaitait consacrer plus de temps à sa famille et développer sa carrière solo, tandis que Travis deviendra batteur pour Kustomized.
Bob Mould joue l'intégralité de Copper Blue lors d'une tournée au printemps 2012.

## Discographie
- 1992 : Copper Blue
- 1993 : Beaster
- 1994 : File Under: Easy Listening
- 1995 : Besides
- 1995 : The Joke Is Always on Us, Sometimes